# Игрите на глада (роман)
„Игрите на глада“ (на английски: The Hunger Games) е дистопичен фантастичен роман на американската писателка Сюзан Колинс и първата книга от трилогията със същото име.

## Сюжет
Внимание:  Текстът по-долу разкрива сюжета на произведението (или части от него)!
Главната героиня, шестнадесетгодишната Катнис Евърдийн, живее в постапокалиптичен свят, където правителство, наречено Капитола, има силата да управлява след различни катаклизми. Правителството организира ежегодно телевизионно състезание, наречено „Игрите на глада“, което се излъчва в реално време като реалити, за да напомни на окръзите за бунта, който са вдигнали и е бил потушен, а окръг 13 разрушен напълно. В игрите са принудени да участват момчета и момичета на възраст между 12 и 18 години, от всеки от дванадесетте окръга. Предаването е телевизионна битка, в която може да излезе като победител само един от участниците. Избраните са принудени да се избиват един друг и да участват против волята си, избрани по жребий. В дванадесети окръг се случва по жребий да изберат за участник сестрата на Катнис – Прим. За да предпази сестра си, Катнис се явява като доброволец. Неин партньор е Пийта Меларк. Първоначално единствената цел и на двамата е да оцелеят. Целта на Пийта е да спаси момичето, което обича, а именно Катнис.
По време на игрите Катнис се сприятелява с момичето от окръг 11, което се казва Ру. То спасява Катнис от смърт от хрътоси (поредното оръжие използвано от Капитола, за да потуши бунта) и се грижи за нея, докато тя е в безсъзнание заради отровата на осите. Ру се съюзява с участничката от окръг 12 и заедно решават да разрушат лагера на „съюзените“ участници от окръг 1, 2 и 4, към които се е включил и Пийта. Двете унищожават припасите, като всяка има различна задача. Те се разбират да се осведомяват една друга, че са добре с четиринотна мелодия. За жалост Ру е заловена в мрежа и когато Катнис пристига да я освободи, момичето от окръг 11 бива простреляно от друг участник, по-късно убит от самата Катнис. В последните си мигове Ру моли Катнис да ѝ изпее песен и главната героиня изпълнява желанието ѝ. След като смъртта застига Ру, Катнис събира цветя и ги нарежда около момичето, така сякаш тя плува в море от бели цветя. После вдига ръка и целува три пръста и изпраща безмълвна обич към обитателите на окръг 11, заснета от камера, близо до нея. По-късно се съобщава, че победители могат да станат двама играчи, стига да са от един окръг и Катнис веднага се сеща за Пийта, с когото поддържат любовна история за пред публиката, която е лъжа. Открива го край потока, маскиран като скала. Тя го измива и се опитва да го накара да си намерят убежище, но те едва успяват да изминат 200 метра, защото кракът на Пийта е силно инфектиран. В следващите няколко дни Катнис се грижи за Пийта, но без лекарство той ще умре. За щастие на арената се съобщава, че ще има пиршество при Рога на изобилието и Катнис е готова да отхвърли поканата за „кървата баня“, която се случва всеки път, когато има пиршество при Рога, но после се съобщава, че ще има всичко, от което се нуждае всеки участник от всеки окръг. Катнис знае, че Пийта няма да я пусне заради риска, но тогава менторът им, Хеймич, ѝ изпраща шише със сънотворен сироп. Катнис приспива Пийта и отива при Рога. Момичето от окръг 2, Клоув, я напада и за малко да я убие като я удря с камък по главата и ѝ образува рана, но тогава се появява Треш, момчето от окръг 11, и помага на Катнис, защото разбира, че тя е била съюзница с Ру. Катнис, кървейки, се домъква до убежището си и със сетни сили бие венозно лекарството на Пийта, след което припада. След няколко дни, когато се свестява, тя открива Пийта да се грижи за нея. Той ѝ съобщава, че последните останали трибути са Треш, Катон, Фоксфейс и те двамата. Няколко дни по-късно Катон убива Треш и остават четирима трибути. Катнис и Пийта отиват на лов и тогава Пийта по случайност набира отровни боровинки, от които Фоксфейс краде и умира. Остават трима трибути и битката е ужасяваща, но накрая Катон умира. Тогава се съобщава, че по-рано нанесеното правило, че може двама трибути да оцелеят, се отменя. Но тогава Катнис се противопоставя, като разделя по шепа отровни боровинки за Пийта и нея. Двамата остават победители и поддържат пикантната лъжа на „двамата влюбени“, която по-късно се превръща в истина.
През 2012 г. романът „Игрите на глада“ е екранизиран в много успешния едноименен филм на режисьора Гери Рос с участието на Дженифър Лорънс, Джош Хътчърсън, Стенли Тучи и Лиъм Хемсуърт.